# 2010 v letectví
Tento článek obsahuje seznam událostí souvisejících s letectvím, které proběhly roku 2010.

## Události
- 1. leden – americká společnost Northwest Airlines se sloučila s Delta Air Lines.

- 19. leden – Japonská vlajková letecká společnost Japan Airlines požádala o ochranu před věřiteli.

- 10. duben – Havárie Tu-154 u Smolenska – Umírá polský prezident.

- 10. prosince – Royal Australian Air Force vyřadilo ze služby strategické útočné letouny General Dynamics F-111C, poslední aktivní variantu typu F-111 Aardvark.[1]

## První lety

### Leden
- 26. ledna – Kawasaki C-2, japonský transportní letoun.[2]
- 29. ledna – Suchoj T-50[zdroj⁠?!]

### Únor
- 8. února – Boeing 747-8[3]

### Březen
- 10. března – KAI KUH-1 Surion, jihokorejský užitkový vrtulník.[4]
- 29. března – HAL Light Combat Helicopter, indický lehký bitevní vrtulník.[5]

### Duben
- 28. dubna – Antonov An-158, ukrajinský dopravní letoun.[6]

### Září
- 10. září – Eurocopter X3, evropský experimentální vrtulník.[7]

### Prosinec
- 30. prosince – TAI Anka, turecké bezpilotní letadlo.[8]